# Leucauge splendens
Leucauge splendens är en spindelart som först beskrevs av John Blackwall 1863.  Leucauge splendens ingår i släktet Leucauge och familjen käkspindlar. Inga underarter finns listade i Catalogue of Life.